# Лопазнівське сільське поселення
Лопа́знівське сільське поселення (рос. Лопазновское сельское поселение) — муніципальне утворення у складі Сладковського району Тюменської області, Росія.
Адміністративний центр — село Лопазне.

## Історія
3 листопада 1923 року були утворені Лопазнівська сільська рада та Новоказанська сільська рада. 28 червня 1962 року ліквідовано Лопазнівську сільраду. 28 лютого 1966 року Новоказанську сільраду перейменовано в Лопазнівську.
2004 року Лопазнівська сільська рада перетворена в Лопазнівське сільське поселення.

## Населення
Населення — 631 особа (2020; 662 у 2018, 868 у 2010, 1082 у 2002).

## Склад
До складу поселення входять такі населені пункти:
| Населений пункт      | Населення, осіб (2002) | Населення, осіб (2010) |
| -------------------- | ---------------------- | ---------------------- |
| Гуляй-Поле, присілок | 145                    | 107                    |
| Лопазне, село        | 669                    | 564                    |
| Новоказанка, село    | 268                    | 197                    |